# Narayanpur (Dang Deokhuri)
Narayanpur (nep. नारायणपुर) – gaun wikas samiti w zachodniej części Nepalu w strefie Rapti w dystrykcie Dang Deokhuri. Według nepalskiego spisu powszechnego z 2001 roku liczył on 2108 gospodarstw domowych i 12969 mieszkańców (6676 kobiet i 6293 mężczyzn).